# Магомедов, Исрафил Летифович
Исрафил Летифович Магомедов (20 декабря 1981, Дагестанские Огни, Дагестанская АССР, РСФСР, СССР — 15 октября 2022, Херсонская область, Украина) — российский военнослужащий, командир батареи противотанковых управляемых ракет 80-й отдельной мотострелковой бригады Северного флота, участник вторжения России на Украину. Герой Российской Федерации (14.12.2022, посмертно). Капитан.

## Биография
Исрафил родился 20 декабря 1981 года в городе Дагестанские Огни. Выходец из села Ханаг Табасаранского района, по национальности — табасаранец.
В 2004 году окончил филиал Михайловского военного артиллерийского университета в Коломне.
В 2022 году — командир батареи противотанковых управляемых ракет 80-й отдельной мотострелковой бригады Северного флота.

## Участие в боевых действиях
С 23 мая 2022 года в составе своего подразделения участвовал во вторжении России на Украину.
С 1 октября по 15 октября 2022 года личный состав батареи под командованием капитана Магомедова участвовал в оборонительных и наступательных боях в Херсонской области у населённых пунктов Шевченковка, Украинка, Новая Каменка.
15 октября 2022 года снаряд ВСУ попал в противотанковый ракетный комплекс, в результате чего Магомедов получил травмы, несовместимые с жизнью.

## Награды и звания
- Герой Российской Федерации (посмертно, 2022). Награда была присвоена «За мужество и героизм, проявленные при исполнении воинского долга». 26 декабря глава Дагестана Сергей Алимович Меликов и командующий Северным флотом, адмирал Александр Алексеевич Моисеев передали «Золотую Звезду» семье капитана Исрафила Магомедова. Церемония передачи награды родным офицера Северного флота состоялась в Доме Дружбы, в Махачкале[5][6][7].

## Память
- 25 февраля 2023 года стартовал Кубок Махачкалы по мини-футболу среди ССУЗзов и ВУЗов памяти Исрафила Магомедова[8].